# Knattspyrnufélagið Þróttur (calcio femminile)
Il Knattspyrnufélagið Þróttur Kvenna, meglio noto come Þróttur Reykjavík o solo Þróttur R., è la squadra di calcio femminile della polisportiva islandese  Knattspyrnufélagið Þróttur, con sede nella Capitale Reykjavík.
La squadra è tra quelle ad aver partecipato alla prima edizione del campionato islandese femminile di calcio, l'allora 1. deild kvenna 1972. Iscritta per la stagione 2021 all'Úrvalsdeild kvenna, il livello di vertice del campionato nazionale di categoria, ha partecipato numerose stagioni in Úrvalsdeild, tornandovi nel 2020 e rivelandosi outsider riuscendo a conquistare il 5º posto.

## Palmarès
- Campionato islandese femminile di seconda divisione: 1

2019

## Organico

### Rosa 2021
| N. |                        | Ruolo | Calciatrice                    |
| -- | ---------------------- | ----- | ------------------------------ |
| 2  | Islanda (bandiera)     | D     | Sigmundína Sara Þorgrímsdóttir |
| 3  | Islanda (bandiera)     | C     | Mist Funadóttir                |
| 4  | Islanda (bandiera)     | C     | Hildur Egilsdóttir             |
| 5  | Islanda (bandiera)     | C     | Jelena Tinna Kujundzic         |
| 7  | Islanda (bandiera)     | A     | Andrea Rut Bjarnadóttir        |
| 8  | Islanda (bandiera)     | C     | Álfhildur Rósa Kjartansdóttir  |
| 10 | Stati Uniti (bandiera) | D     | Morgan Elizabeth Goff          |
| 11 | Islanda (bandiera)     | C     | Tinna Dögg Þórðardóttir        |
| 14 | Islanda (bandiera)     | C     | Margrét Sveinsdóttir           |
| 15 | Islanda (bandiera)     | C     | Ísabella Anna Húbertsdóttir    |
| 17 | Islanda (bandiera)     | C     | Lea Björt Kristjánsdóttir      |
| 18 | Islanda (bandiera)     | C     | Andrea Magnúsdóttir            |

| N. |                        | Ruolo | Calciatrice                    |
| -- | ---------------------- | ----- | ------------------------------ |
| 19 | Islanda (bandiera)     | D     | Elísabet Freyja Þorvaldsdóttir |
| 31 | Islanda (bandiera)     | P     | Agnes Þóra Árnadóttir          |
|    | Islanda (bandiera)     | P     | Íris Dögg Gunnarsdóttir        |
|    | Stati Uniti (bandiera) | P     | Shea Moyer                     |
|    | Svizzera (bandiera)    | D     | Lorena Baumann                 |
|    | Stati Uniti (bandiera) | C     | Katie Cousins                  |
|    | Islanda (bandiera)     | C     | Þórkatla María Halldórsdóttir  |
|    | Islanda (bandiera)     | C     | Bryndís Hrönn Kristinsdóttir   |
|    | Islanda (bandiera)     | C     | Guðrún Ólafía Þorsteinsdóttir  |
|    | Islanda (bandiera)     | A     | Guðrún Gyða Haralz             |
|    | Stati Uniti (bandiera) | A     | Shaelan Murison                |
|    | Islanda (bandiera)     | A     | Rósa Pálsdóttir                |